# Djebel Tsili
Le djebel Tsili est une colline qui surplombe la ville d'El Amra), dans la wilaya de Aïn Defla, en Algérie.
Son nom provient d'un toponyme d'origine berbère : peut-être de l'age, qui est une pièce reliant l'araire au brancard ou au joug, ou l'araire lui-même, comme cela peut être le nom de la lance en berbère[pas clair][réf. nécessaire].
Tsili est considéré comme une montagne par la population et désigné par djebel Tsili ou Tsilli ou même Tsilit sur les cartes.
Son altitude est de 798 m. Il est composé de calcaire. Il est peu boisé en raison des feux de forêts qui se sont produits au tournant du XXIe siècle.
La France coloniale avait construit sur sa façade nord la maison forestière de La Plâtrière qui est désormais en ruines. Tsili abrite les sanctuaires, bien qu'abandonnés de plusieurs marabouts dont le plus visité Sidi Abdallah Agab Moula et d'autres marabouts moins connus : Sidi Youssef, Sidi Ali El-Zahaf et Sidi Boumessaoud.